# CDU/CSU-Unterschriftenaktion gegen die Reform des deutschen Staatsbürgerschaftsrechts
Die Unterschriftenaktion gegen die Reform des deutschen Staatsbürgerschaftsrechts „Ja zur Integration, Nein zur doppelten Staatsangehörigkeit“ war eine umstrittene Kampagne von CDU und CSU gegen eine Ausweitung der doppelte Staatsbürgerschaft.

## Ablauf
In den Jahren 1998/99 organisierte die Union eine Unterschriftenaktion gegen die von der damals regierenden rot-grünen Bundesregierung geplante Reform des deutschen Staatsbürgerschaftsrechts. Die Neuregelung sah vor, das Gesetz durch Elemente des ius soli zu ergänzen, so dass in Deutschland geborene Kinder ausländischer Eltern automatisch die deutsche Staatsbürgerschaft erhalten hätten. Die doppelte Staatsbürgerschaft, die bis dahin nur in Ausnahmefällen gestattet war, sollte bei diesen Neubürgern sowie bei Eingebürgerten erlaubt sein.
In der Unterschriftensammlung wurden die Bürger aufgefordert, für verstärkte Integrationsbemühungen und gegen die doppelte Staatsangehörigkeit für Migranten zu unterschreiben („Ja zu Integration – Nein zu doppelter Staatsangehörigkeit“). Initiiert wurde die Kampagne von Wolfgang Schäuble und Edmund Stoiber. 
Vor allem im hessischen Landtagswahlkampf Anfang 1999 wurden an Informationsständen der CDU Unterschriftenlisten ausgelegt. In zahlreichen Städten kam es während der Kampagne zu Protestaktionen und teilweise zu gewalttätigen Tumulten, die den Einsatz der Polizei erforderlich machten. Zahlreiche Initiativen starteten eigene Unterschriftenaktionen gegen die Aktion der Union und plädierten für die Möglichkeit einer doppelten Staatsbürgerschaft. Neben SPD, Grünen und FDP kritisierten auch Mitglieder der eigenen Partei die Aktion als populistisch und unverantwortlich. Die NPD führte ebenfalls eine Unterschriftenaktion gegen die doppelte Staatsangehörigkeit durch, die im Gegensatz zu dem Text der CDU keine Forderung nach verbesserter Integration enthielt. Kritiker warfen der Union vor, rassistische Ressentiments zu schüren und für den Wahlkampf zu instrumentalisieren. Insgesamt erhielt die Union durch die Aktion bundesweit 5 Millionen Unterschriften.
Mit der Unterschriftenaktion konnte Roland Koch die Stimmung im Wahlkampf polarisieren. Ihm gelang der Wahlsieg über die von Hans Eichel geführte SPD in Hessen. Da dadurch die rot-grüne Mehrheit im Bundesrat verloren ging, wurde nach langen Verhandlungen ein abgeschwächter Reformvorschlag beschlossen.

## Hintergrund
In Deutschland lebten 1999 etwa 7,3 Millionen Ausländer, darunter als größte Gruppe etwa 2,5 Millionen Türken. Der Gesetzentwurf der rot-grünen Bundesregierung strebte ausdrücklich eine Erhöhung der Einbürgerungsquote an. Nach Meinungsumfragen lag der Stimmenanteil von SPD und Grünen unter türkischstämmigen deutschen Wählern bei 80 Prozent gegenüber 20 Prozent für CDU und FDP.